# Orri Páll Dýrason
Orri Páll Dýrason (4 luglio 1977) è un batterista islandese, noto per la sua militanza nei Sigur Rós.

## Biografia
Si è unito al gruppo nel 1999, poco dopo la registrazione di Ágætis byrjun, quando il precedente batterista del gruppo, Ágúst Ævar Gunnarsson, decise di lasciarli. Si è sposato con Lukka Sigurðardóttir alle Hawaii nel 2005. Ha una figlia da una relazione precedente, il cui nome è Vaka. Orri e Lukka abitano in periferia di Mosfellsbær, non lontano da Reykjavík, e a poca distanza dallo studio di registrazione della band, chiamato Sundlaugin. Lukka con il fidanzato di Jónsi, Alex Somers ha creato i Toothfaeries che producono i prodotti fatti a mano, marchiati Sigur Rós.
Con i Sigur Rós, Orri ha registrato i cinque album in studio successivi del gruppo, il cui ultimo, Kveikur, nel 2013.